# اوتا، نروژ
اوتا (نروژی: Otta) یک شهرک در استان اوپلاند، نروژ است. این شهرک در سال ۲۰۱۲ دارای ۱٬۶۸۷ نفر جمعیت بوده‌است.

## نگارخانه

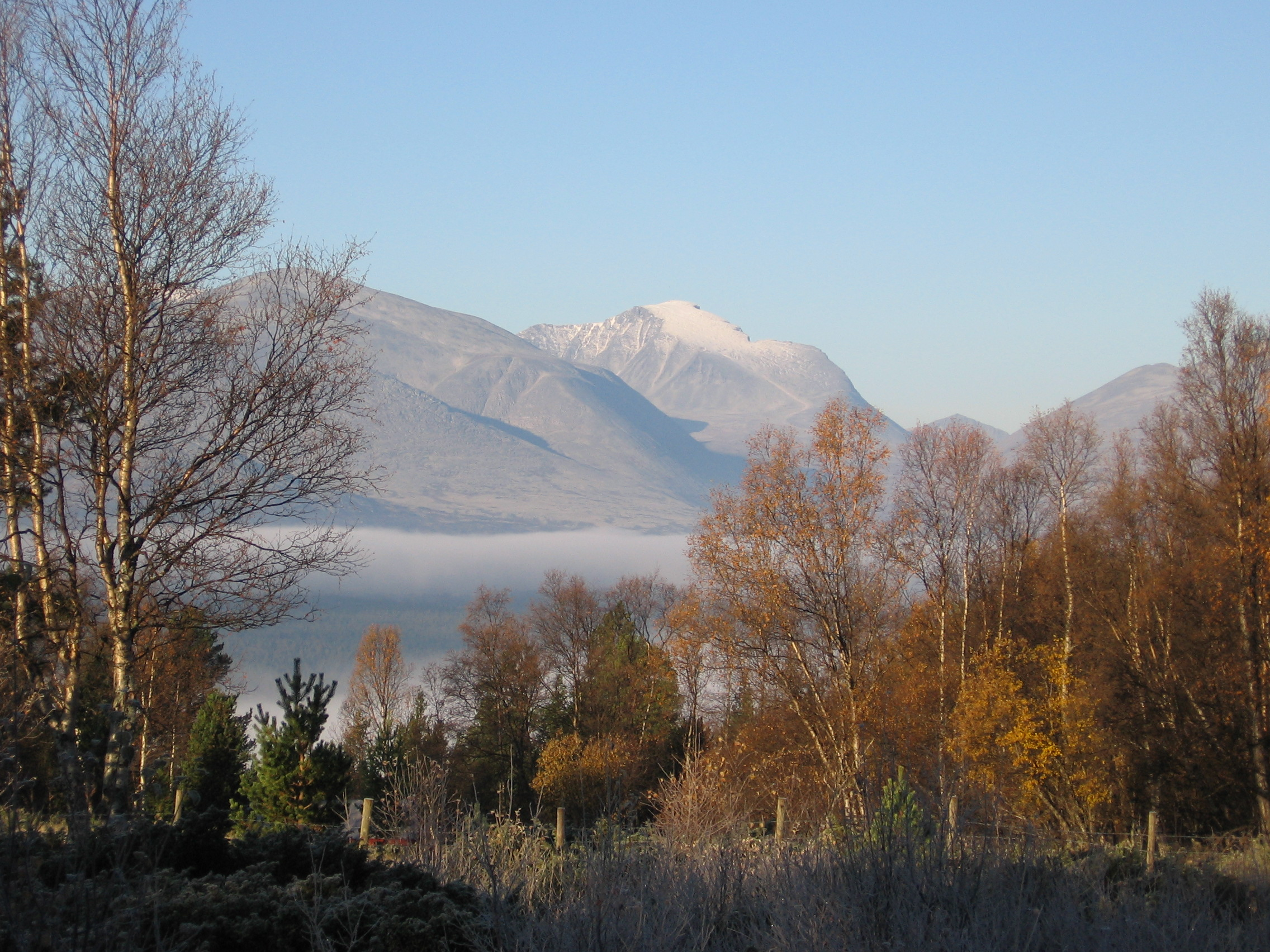
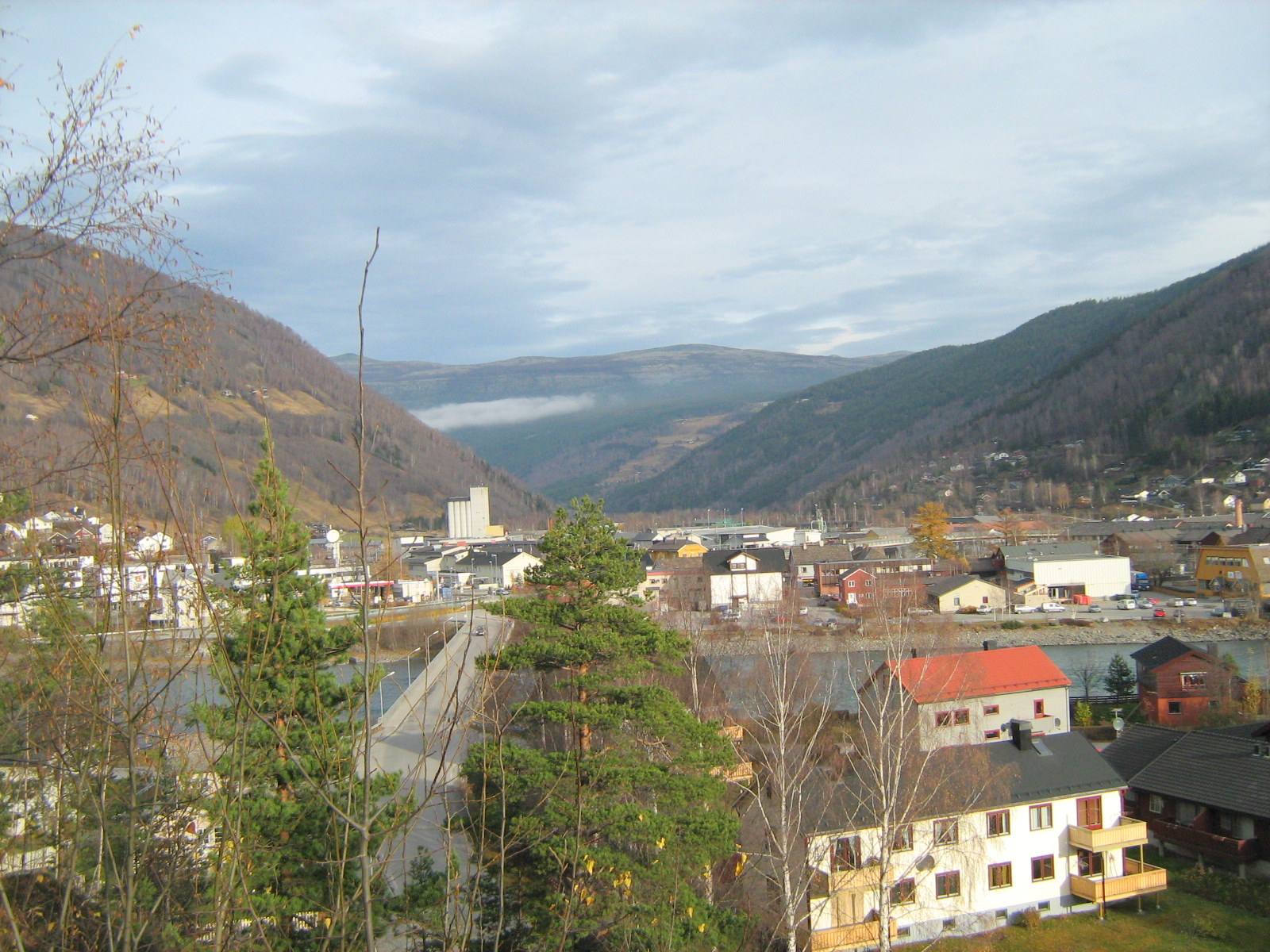
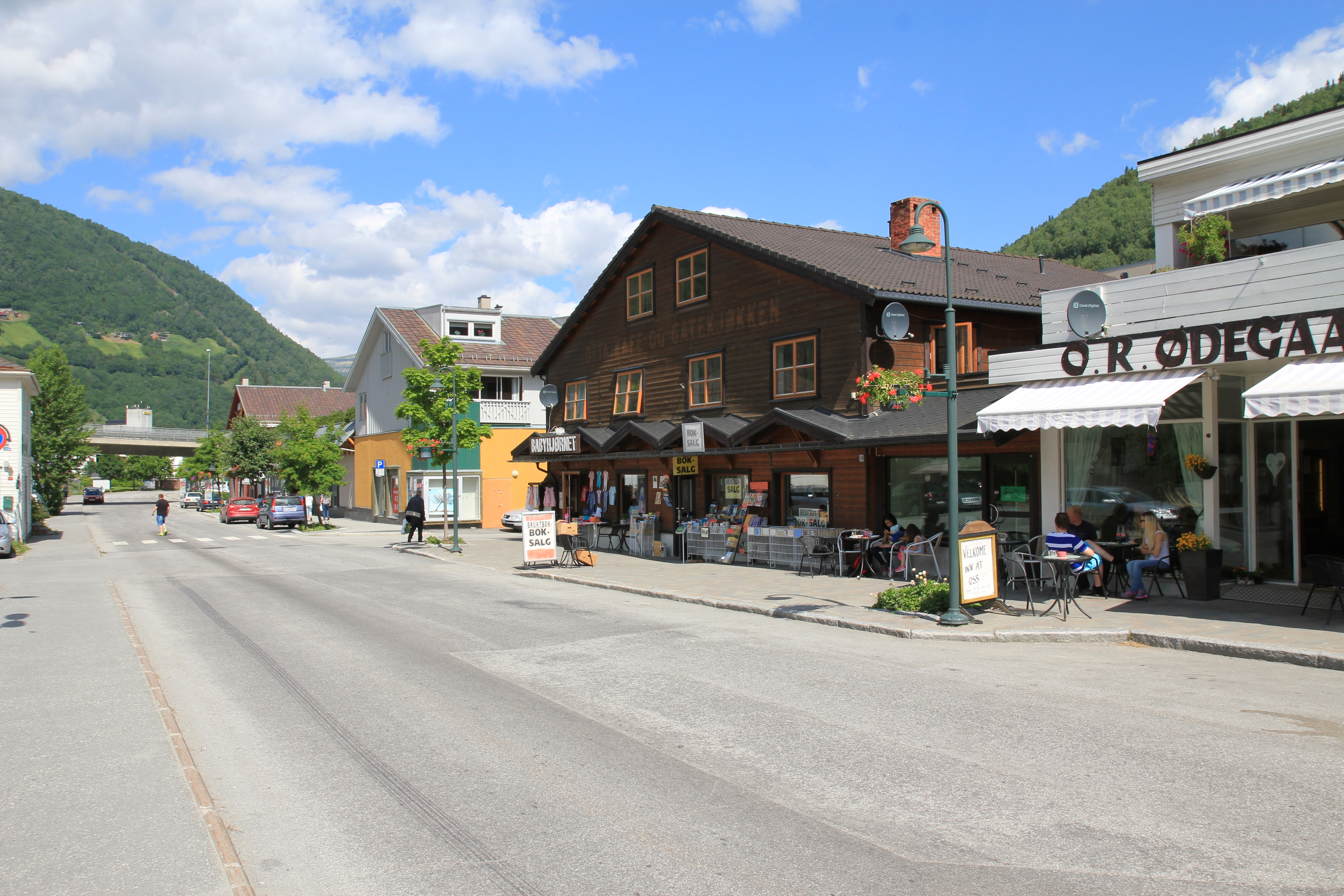